# خط همپتون
خط همپتون (انگلیسی: Hampton's line) یک خط نازک و پرتوگذر است که در گردن زخم معدهٔ پُرشده از سولفات باریم در طول «آزمایش باریم» دیده می‌شود و نشانه ادم مخاطی است.
این نشانهٔ تصویری پزشکی نامش را از آبری اوتیس همپتون می‌گیرد.